# Mordovia
La Repubblica di Mordovia, tradizionalmente detta Repubblica dei Mordvini (in russo: Респу́блика Мордо́вия, Respúblika Mordóvija; in mokša: Мордовия республикась, Mordoviä respublikasʿ; in erza: Мордо́вия Респу́бликась, Mordóvija Respúblikasʿ), è una Repubblica della Federazione Russa.

## Geografia fisica
La Mordovia si trova nella sezione orientale della Russia europea. La parte occidentale della repubblica comprende la pianura di Oka Don, quella centrale e orientale le alture del Volga.
- Area: 26,200 km².
- Confini:
  - interni: oblast' di Nižnij Novgorod (N), Ciuvascia (NE/E), oblast' di Ul'janovsk (E/SE), oblast' di Penza (S/SO), Oblast' di Rjazan' (O/NO)
- Punto più alto: 324 m (l'incrocio della strada per Bol'šoj Maresev con le strade per Mokšalej, Pjaigilej e Pičeury)

### Idrografia
114 corsi d'acqua attraversano il territorio dello stato. I principali sono:
- Sura con i suoi affluenti:
  - Alatyr'
  - Insar
  - P'jana
- Mokša con gli affluenti:
  - Sivin'
  - Issa
  - Vad
    - Parca
- Vyša

Nel territorio della repubblica vi sono circa 500 laghi.

### Risorse naturali
Tra le risorse naturali spiccano la torba e le acque minerali.

### Clima
Il clima è moderatamente continentale:
- Temperatura media mese di gennaio: -11 °C
- Temperatura media mese di luglio: +19 °C
- Precipitazioni annue medie: ~500 mm

## Storia

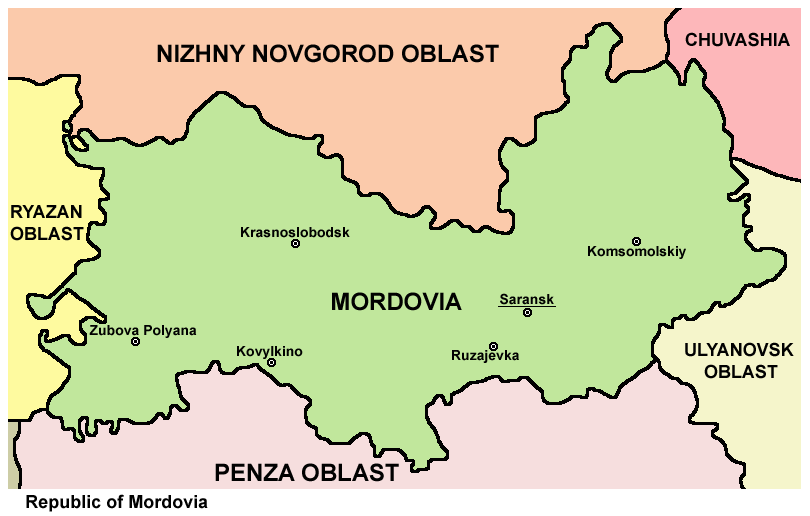
Carta della Repubblica di Mordovia

L'okrug (circondario) della nazione mordvina fu creato il 16 luglio 1928. Il 10 gennaio 1934 fu trasformato in oblast' autonoma e, il 20 dicembre in RSSA (Repubblica socialista sovietica autonoma). La Repubblica di Mordovia nella sua forma attuale fu creata il 25 gennaio 1994.

## Geografia antropica

### Suddivisioni amministrative
La suddivisione amministrativa della Repubblica della Mordovia è costituita da 22 rajon (distretti) e da 3 città poste sotto la diretta giurisdizione della Repubblica.

#### Rajon
La Mordovia è divisa in 22 rajon (fra parentesi il capoluogo; sono segnati con un asterisco i capoluoghi che non sono compresi nel rajon stesso, che costituiscono una divisione amministrativa di secondo livello):
- Ardatovskij (Ardatov)
- Atjur'evskij (Atjur'evo)
- Atjaševskij (Atjaševo)
- Bol'šebereznikovskij (Bol'šie Berezniki)
- Bol'šeignatovskij (Bol'šoe Ignatovo)
- Čamzinskij (Čamzinka)
- Dubënskij (Dubënki)
- El'nikovskij (El'niki)
- Ičalkovskij (Kemlja)
- Insarskij (Insar)
- Kadoškinskij (Kadoškino)

- Kočkurovskij (Kočkurovo)
- Kovylkinskij (Kovylkino*)
- Krasnoslobodskij (Krasnoslobodsk)
- Ljambirskij (Ljambir')
- Romodanovskij (Romodanovo)
- Ruzaevskij (Ruzaevka*)
- Starošajgovskij (Staroe Šajgovo)
- Temnikovskij (Temnikov)
- Ten'guševskij (Ten'guševo)
- Torbeevskij (Torbeevo)
- Zubovo-Poljanskij (Zubova Poljana)

#### Città
Nel territorio della Repubblica autonoma della Mordovia sono presenti 7 centri abitati con status di città, di cui tre (tra cui la capitale Saransk) poste sotto la diretta giurisdizione della Repubblica e non appartenente a nessun rajon:
- Ardatov
- Insar
- Kovylkino
- Krasnoslobodsk
- Ruzaevka
- Saransk
- Temnikov

#### Insediamenti di tipo urbano
Gli insediamenti con status di insediamento di tipo urbano della Mordovia sono 14 (al 1º gennaio 2010):
- Atjaševo
- Čamzinka
- Jalga
- Javas
- Kadoškino
- Komsomols'kij
- Luchovka

- Nikolaevka
- Pot'ma
- Romodanovo
- Torbeevo
- Turgenevo
- Umët
- Zubova Poljana

## Società

### Evoluzione demografica
I mordvini appartengono al gruppo finnico e parlano due lingue simili tra loro: il mokša e l'erza, entrambe considerate dialetti della lingua mordvina.
- Popolazione: 888.766 (2002)
  - Urbana: 531.478 (59.8%)
  - Rurale: 357.288 (40.2%)
  - Maschi: 408.556 (46.0%)
  - Femmine: 480.210 (54.0%)
- Donne per 1000 uomini: 1.175
- Età media: 38,7 anni
  - Urbana: 36,8 anni
  - Rurale: 41,3 anni
  - Maschi: 35,9 anni
  - Femmine: 41,2 anni
- Numero di nuclei familiari: 332.995 (866.749 persone)
  - Urbane: 197.923 (525.808 persone)
  - Rurali: 135.072 (340.941 persone)

## Politica
Il capo della Repubblica è Artëm Alekseebič Zdunov, eletto il 29 settembre 2021.

## Economia
Le industrie si concentrano nella capitale Saransk, nelle città di Kovylkino e Ruzaevka e nei centri di Čamzinka e Komsomol'skij. Tra le attività più importanti vi sono l'industria meccanica, chimica, alimentare e la lavorazione del legno.
Recentemente si evidenzia un forte sviluppo dell'industria delle micro e nanotecnologie, dell'industria per la produzione di sistemi illuminanti (sulla base di grandi fabbriche sovietiche per la produzione di lampadine) nonché della produzione di fibra ottica.

### Trasporti
La compagnia aerea della Mordovia è la Mordovia Airlines che gestisce l'Aeroporto di Saransk, situato a 11 km dalla città di Saransk.

## Cultura
In Mordovia si trovano molti musei, il più grande dei quali (a Saransk) include il "Museo di Studi Regionali della Repubblica Mordvina Unita" e il "Museo della Cultura Mordvina".
Originale ed estremamente curato il "museo dell'illuminazione" presso il Technopark Mordovia, che raccoglie un vasto assortimento di lampadine per uso civile e militare, tra cui spiccano lampadine ad uso aerospaziale e le storiche lampade per l'illuminazione delle "stelle rosse" sormontanti le torri del Cremlino.
La "Biblioteca Nazionale della Repubblica di Mordovia" è la più grande della repubblica.
Il "Teatro Statale dei Burattini" a Saransk è piuttosto famoso in tutta la Russia. Vi si inscenano soprattutto vecchie favole russe.

### Istruzione
Fra i centri culturali più importanti vi sono l'Università Statale Mordvina e l'Istituto Pedagogico Statale Mordvino.

### Religione
La religione principale è quella cristiana ortodossa.